# Столтенберг, Торвальд
Торвальд Столтенберг (норв. Thorvald Stoltenberg; 8 июля 1931, Осло, Норвегия — 13 июля 2018, Осло) — норвежский политик. Его предки родом из Тенсберга. Министр обороны (1979—1981) и министр иностранных дел Норвегии (1987—1989 и 1990—1993) в двух правительствах Норвежской рабочей партии.
С 1989 по 1990 год был послом Норвегии в ООН. В 1990 году стал Верховным комиссаром Организации Объединенных Наций по делам беженцев, но проработал только один год перед возвращением в норвежское правительство. В 1992 году Торвальд Столтенберг, вместе с девятью прибалтийскими министрами иностранных дел и комиссаром ЕС, основали Совет государств Балтийского моря и EuroFaculty (учебный и исследовательский институт). В 1993 году назначен специальным представителем Генерального секретаря ООН по бывшей Югославии и Сопредседателем Координационного комитета ООН Международной конференции по бывшей Югославии. Торвальд Столтенберг был также свидетелем ООН при подписании Эрдутского соглашения.
В 2003 году назначен председателем Совета Международного института демократии и содействия выборам (International IDEA). В период с 1999 по 2008 год он был президентом норвежского Красного Креста. Он также являлся членом Трёхсторонней комиссии, а также имел место в их Исполнительном комитете.
Отец Йенса Столтенберга (р. 1959).